# Ran Danker
Ran Danker, właściwie Khalil Danker (ur. 7 stycznia 1984 w Wirginii) – izraelski aktor, piosenkarz i model. W wieku dwóch lat przeniósł się do Izraela, gdzie mieszkał w Bawli.

## Wybrana filmografia
- 2004: Ha-Shir Shelanu jako Zoahar Lahat / Rani Aviv
- 2008: Niespokojne dusze (Restless) jako Tzach
- 2009: Oczy szeroko otwarte (Eyes Wide Open) jako Ezri
- 2010: Kalevet (Rabies) jako Mikey
- 2012: The Gordin Cell jako oficer Eyal „Alik” Gordin
- 2015: Amok jako gość na imprezie / rzeźnik